# Maison du 18 rue aux Fromages à Pont-Audemer
La maison du 18 rue aux Fromages est un monument de la ville de Pont-Audemer dans l'Eure.

## Localisation
La maison est située 18 rue aux Fromages à Pont-Audemer.

## Histoire
L'édifice est daté du XVIe siècle.
La maison est inscrite au titre des monuments historiques depuis le 1er mai 1933.